# Gikyode
Le gikyode est une langue gouang parlée au Ghana.

## Écriture
Le Ghana Institute of Linguistics, Literacy and Bible Translation (en) (GILLBT) a développé un alphabet pour la traduction de la Bible en gikyode.
| A | B | D | E | Ɛ | F | G | H | I | K | L | M | N | O | Ɔ | P | R | S | T | U | Ʋ | V | W | Y | Z |
| a | b | d | e | ɛ | f | g | h | i | k | l | m | n | o | ɔ | p | r | s | t | u | ʋ | v | w | y | z |

## Sources
- (en) « GILLBT - Alphabets »(Archive.org • Wikiwix • Archive.is • Google • Que faire ?), sur GILLBT.org, GILLBT, 14 avril 2009